# Нэш, Джим (бейсболист)
Джеймс «Джим» Эдвин Нэш (англ. James «Jim» Edwin Nash; 9 февраля, 1945, Хоторн, Невада) — американский бейсболист, питчер. Выступал в Главной лиге бейсбола (МЛБ) с 1966 по 1972 год.

## Карьера
13 июня 1963 года был подписан клубом «Канзас-Сити Атлетикс». Дебютировал 3 июля 1966 года в игре против «Детройт Тайгерс». В дебютном сезоне провёл 18 игр, пять из которых полных, имел самый низкий в карьере earned run average 2,06 и самую высокую разницу побед и поражений 12/1. По итогам сезона был назван одним из четырёх новичков года по версии Sporting News и уступил всего два голоса Томми Эйджи в голосовании новичка года по версии лиги. 13 марта 1967 года появился на обложке Sports Illustrated вместе с другими начинающими питчерами — Кэтфишем Хантером и Блю Мун Одомом.
Однако игрок не оправдал возложенных на него надежд, проведя в следующем сезоне 37 игр, в которых имел худшую разницу побед и поражений (12/17) и значительно понизил ERA до 3,76. Несмотря на хороший сезон 1968, в которым Нэш установил ряд личных рекордов — по полным играм (12), проведённым иннингам (228,2) и шатаутам (6), — а также имел ERA 2,28, он всё ещё боролся с травмой плеча, из-за чего не смог продолжать держать должный уровень и в следующем сезоне провёл всего 115,1 иннингов в 26 играх, что является худшим результатом за полный сезон в карьере, и имел ERA 3,67.
3 декабря 1969 года был обменян в «Атланта Брэйвз» на Фелипе Алу. Дебютный сезон вышел неоднозначным. С одной стороны, в 34 играх Нэш допустил рекордные в карьере 211 хитов, 105 ранов и 22 хоум-рана, а также имел ERA 4,07. С другой, он впервые за четыре года имел положительную разницу побед и поражений (13/9) и заработал наибольшее количество ранов в карьере за сезон — 96. В следующем сезоне питчер ещё больше снизил свой ERA до 4,94, тем не менее, сохранив положительную разницу побед и поражений (9/7) и совершив рекордные в карьере два сейва.
В сезоне 1972 сыграл за клуб всего 11 матчей, в четырёх из которых вышел в старте, потому что 15 июня с Гэри Нейбауэром был обменян в «Филадельфия Филлис» на Джо Хорнера и Андре Торнтона. За клуб сыграл 9 игр, в восьми из которых вышел в старте, имел ERA 6,27 и разницу побед и поражений 0/8 — оба показателя являются худшими в карьере. 22 марта 1973 года клуб отпустил игрока.